# Heimenkirch
Heimenkirch Németország Bajorország tartományában található. Heimenkirch Argenbühl és Lindenberg im Allgäu községekkel határos. Lakosainak száma 3497 fő (2023. december 31.).

## Népesség
A település népessége az elmúlt években az alábbi módon változott:
| Lakosok száma | 1679 | 2845 | 2865 | 3671 | 3628 | 3634 | 3598 | 3584 | 3546 | 3497 |
|               | 1875 | 1970 | 1975 | 2011 | 2013 | 2014 | 2016 | 2019 | 2021 | 2023 |

Lakosainak száma 3497 fő (2023. december 31.).

## Történelme
Heimenkirch eredetileg Ausztriához tartozott, de 1805-ben aláírt pozsonyi békeszerződés után átkerült Bajorországhoz.

## Fordítás
- Ez a szócikk részben vagy egészben  a   Heimenkirch című angol Wikipédia-szócikk fordításán alapul.  Az eredeti cikk szerkesztőit annak laptörténete sorolja fel. Ez a jelzés csupán a megfogalmazás eredetét és a szerzői jogokat jelzi, nem szolgál a cikkben szereplő információk forrásmegjelöléseként.
- Ez a szócikk részben vagy egészben  a   Heimenkirch című német Wikipédia-szócikk fordításán alapul.  Az eredeti cikk szerkesztőit annak laptörténete sorolja fel. Ez a jelzés csupán a megfogalmazás eredetét és a szerzői jogokat jelzi, nem szolgál a cikkben szereplő információk forrásmegjelöléseként.